# Exochus flavicaput
Exochus flavicaput är en stekelart som beskrevs av Morley 1913. Exochus flavicaput ingår i släktet Exochus och familjen brokparasitsteklar. Inga underarter finns listade i Catalogue of Life.